# Liste der IATA-Codes/W
Diese Teilliste führt alle IATA-Flughafencodes auf, die mit „W“ beginnen, und enthält Informationen zu den bezeichneten Verkehrsknotenpunkten.

## WA
| IATA | ICAO | Flughafen                                                  | Ort              | Region                                | Land            |
| ---- | ---- | ---------------------------------------------------------- | ---------------- | ------------------------------------- | --------------- |
| WAA  | PAIW | Wales Airport                                              | Wales            | Alaska                                | USA             |
| WAB  | –    | Flugplatz Wabag                                            | Wabag            | Enga                                  | Papua-Neuguinea |
| WAC  | HAWC | Flugplatz Waca                                             | Waca             | Region der südwestäthiopischen Völker | Äthiopien       |
| WAD  | –    | Flugplatz Andriamena                                       | Andriamena       | Betsiboka                             | Madagaskar      |
| WAE  | OEWD | Flughafen Wadi ad-Dawasir                                  | Wadi ad-Dawasir  | Riad                                  | Saudi-Arabien   |
| WAF  | OPWN | Flugplatz Wana                                             | Wana             | Khyber Pakhtunkhwa                    | Pakistan        |
| WAG  | NZWU | Flughafen Wanganui                                         | Whanganui        | Manawatu-Wanganui                     | Neuseeland      |
| WAH  | KBWP | Flughafen Wahpeton / Harry Stern Airport                   | Wahpeton         | North Dakota                          | USA             |
| WAI  | FMNW | Flughafen Antsohihy                                        | Antsohihy        | Sofia                                 | Madagaskar      |
| WAJ  | AYWF | Flugplatz Wawoi Falls                                      | Wawoi Falls      | Western Province                      | Papua-Neuguinea |
| WAK  | FMSZ | Flugplatz Ankazoabo                                        | Ankazoabo        | Atsimo-Andrefana                      | Madagaskar      |
| WAL  | KWAL | Wallops Flight Facility                                    | Wallops Island   | Virginia                              | USA             |
| WAM  | FMMZ | Flugplatz Ambatondrazaka                                   | Ambatondrazaka   | Alaotra-Mangoro                       | Madagaskar      |
| WAO  | AYWB | Flugplatz Wabo                                             | Wabo             | Gulf Province                         | Papua-Neuguinea |
| WAP  | SCAP | Flugplatz Alto Palena                                      | Palena           | Región de los Lagos                   | Chile           |
| WAQ  | FMMG | Flugplatz Antsalova                                        | Antsalova        | Melaky                                | Madagaskar      |
| WAR  | WAJR | Flugplatz Waris                                            | Waris            | Keerom, Papua                         | Indonesien      |
| WAS  | –    | Großraum Washington DC (Metropolitan Area) (BWI, IAD, DCA) | Washington, D.C. | District of Columbia                  | USA             |
| WAT  | EIWF | Flughafen Waterford                                        | Waterford        | Munster                               | Republik Irland |
| WAU  | –    | Wauchope Airport                                           | Wauchope         | New South Wales                       | Australien      |
| WAV  | YWAV | Wave Hill Airport                                          | Wave Hill        | Northern Territory                    | Australien      |
| WAW  | EPWA | Flughafen Warschau (Frédéric Chopin)                       | Warschau         | Masowien                              | Polen           |
| WAX  | HLZW | Flugplatz Zuwara                                           | Zuwara           | an-Nuqat al-Chams                     | Libyen          |
| WAY  | KWAY | Greene County Airport                                      | Waynesburg       | Pennsylvania                          | USA             |
| WAZ  | YWCK | Warwick Airport                                            | Warwick          | Queensland                            | Australien      |

## WB
| IATA | ICAO | Flughafen                           | Ort                     | Region                     | Land               |
| ---- | ---- | ----------------------------------- | ----------------------- | -------------------------- | ------------------ |
| WBA  | WAPV | Flugplatz Wahai                     | Seram                   | Maluku                     | Indonesien         |
| WBB  | –    | Stebbins Airport                    | Stebbins                | Alaska                     | Vereinigte Staaten |
| WBC  | –    | Flugplatz Wapolu                    | Wapolu                  | Fergusson-Insel, Milne Bay | Papua-Neuguinea    |
| WBD  | FMNF | Flugplatz Befandriana               | Befandriana             | Sofia                      | Madagaskar         |
| WBE  | FMNB | Flugplatz Ankaizina                 | Bealanana               | Sofia                      | Madagaskar         |
| WBG  | ETNS | Fliegerhorst Schleswig              | Schleswig               | Schleswig-Holstein         | Deutschland        |
| WBK  | –    | West Branch Community Airport       | West Branch             | Michigan                   | Vereinigte Staaten |
| WBM  | AYWD | Flughafen Wapenamanda               | Wapenamanda             | Enga                       | Papua-Neuguinea    |
| WBO  | FMSB | Flughafen Antsoa                    | Beroroha                | Atsimo-Andrefana           | Madagaskar         |
| WBQ  | PAWB | Beaver Airport                      | Beaver                  | Alaska                     | Vereinigte Staaten |
| WBR  | KRQB | Roben-Hood Airport                  | Big Rapids              | Michigan                   | Vereinigte Staaten |
| WBU  | KBDU | Boulder Municipal Airport           | Boulder                 | Colorado                   | Vereinigte Staaten |
| WBW  | KWBW | Wilkes-Barre Wyoming Valley Airport | Wilkes-Barre / Scranton | Pennsylvania               | Vereinigte Staaten |

## WC
| IATA | ICAO | Flughafen                     | Ort                  | Region              | Land       |
| ---- | ---- | ----------------------------- | -------------------- | ------------------- | ---------- |
| WCA  | SCST | Flugplatz Gamboa              | Castro               | Región de los Lagos | Chile      |
| WCD  | YSCD | Carosue Dam Gold Mine Airport | Carosue Dam Goldmine | Western Australia   | Australien |
| WCH  | SCTN | Flugplatz Nuevo Chaitén       | Chaitén              | Región de los Lagos | Chile      |
| WCR  | PALR | Chandalar Lake Airport        | Chandalar Lake       | Alaska              | USA        |

## WD
| IATA | ICAO | Flughafen                              | Ort                             | Region       | Land                |
| ---- | ---- | -------------------------------------- | ------------------------------- | ------------ | ------------------- |
| WDA  | –    | Flugplatz Wadi Ain                     | Wadi Ain                        | Schabwa      | Jemen               |
| WDB  | WAEH | Flughafen Weda                         | Weda                            | Maluku Utara | Indonesien          |
| WDG  | KWDG | Enid Woodring Regional Airport         | Enid                            | Oklahoma     | Vereinigte Staaten  |
| WDH  | FYWH | Internationaler Flughafen Hosea Kutako | Windhoek                        | Khomas       | Namibia             |
| WDI  | YWND | Flugplatz Wondai                       | Wondai, South Burnett Region    | Queensland   | Australien          |
| WDN  | –    | Waldronaire Airport                    | Waldron Island, San Juan County | Washington   | Vereinigte Staaten  |
| WDR  | KWDR | Barrow County Airport                  | Winder                          | Georgia      | Vereinigte Staaten  |
| WDS  | ZHSY | Flughafen Shiyan                       | Shiyan                          | Hubei        | Volksrepublik China |

## WE
| IATA | ICAO | Flughafen               | Ort                     | Region              | Land                   |
| ---- | ---- | ----------------------- | ----------------------- | ------------------- | ---------------------- |
| WEA  | KWEA | Flughafen Parker County | Weatherford (Texas)     | Texas               | Vereinigte Staaten     |
| WEB  |      | Flughafen Webequie      | Webequie                | Ontario             | Kanada                 |
| WED  |      | Flughafen Wedau         | Wedau (Papua-Neuguinea) |                     | Papua-Neuguinea        |
| WEF  |      | Flughafen Weifang       | Weifang                 | Shandong            | Volksrepublik China    |
| WEH  |      | Flughafen Weihai        | Weihai                  | Shandong            | Volksrepublik China    |
| WEI  | YBWP | Flughafen Weipa         | Weipa                   | Queensland          | Australien             |
| WEL  | FAWM | Flughafen Welkom        | Welkom                  | Freistaat (Provinz) | Südafrika              |
| WEM  |      | Flughafen West Malling  | West Malling            | England             | Vereinigtes Königreich |
| WEP  |      | Flughafen Weam          | Weam                    |                     | Papua-Neuguinea        |
| WES  |      | Flughafen Weasua        | Weasua                  |                     | Liberia                |
| WET  | WABA | Flughafen Waghete       | Waghete                 | Papua (Provinz)     | Indonesien             |
| WEW  | YWWA | Flughafen Wee Waa       | Wee Waa                 | New South Wales     | Australien             |
| WEX  |      | Flughafen Castlebridge  | Wexford                 | Leinster            | Republik Irland        |

## WF
| IATA | ICAO | Flughafen               | Ort          | Region                 | Land                   |
| ---- | ---- | ----------------------- | ------------ | ---------------------- | ---------------------- |
| WFB  |      | Ketchikan Seaplane Base | Ketchikan    | Alaska                 | USA                    |
| WFD  |      | Flughafen Woodford      | Woodford     | England                | Vereinigtes Königreich |
| WFI  | FMSF | Flughafen Fianarantsoa  | Fianarantsoa | Fianarantsoa (Provinz) | Madagaskar             |
| WFK  | KFVE | Flughafen Frenchville   | Frenchville  | Maine                  | Vereinigte Staaten     |

## WG
| IATA | ICAO | Flughafen               | Ort                  | Region              | Land       |
| ---- | ---- | ----------------------- | -------------------- | ------------------- | ---------- |
| WGA  | YSWG | Flughafen Wagga Wagga   | Wagga Wagga          | New South Wales     | Australien |
| WGB  |      | Flughafen Bahawalnagar  | Bahawalnagar         | Punjab              | Pakistan   |
| WGC  | VOWA | Flughafen Warrangal     | Warrangal            |                     | Indien     |
| WGE  | YWLG | Flughafen Walgett       | Walgett              | New South Wales     | Australien |
| WGL  |      | Flughafen Baltra Island | Baltra Island        | Galápagos           | Ecuador    |
| WGN  |      | Flughafen Waitangi      | Waitangi (Northland) | Northland           | Neuseeland |
| WGO  | KOKV | Flughafen Winchester    | Winchester           | Virginia            | USA        |
| WGP  | WATU | Flughafen Waingapu      | Waingapu             | Nusa Tenggara Timur | Indonesien |
| WGT  |      | Flughafen Wangaratta    | Wangaratta           | Victoria            | Australien |
| WGY  |      | Flugplatz Wagny         | Wagny                |                     | Gabun      |

## WH
| IATA | ICAO | Flughafen                     | Ort               | Region                    | Land                   |
| ---- | ---- | ----------------------------- | ----------------- | ------------------------- | ---------------------- |
| WHA  | ZSWA | Flughafen Wuhu Xuanzhou       | Wuhu              | Anhui                     | Volksrepublik China    |
| WHB  | YEWA | Eliwana Camp Airport          | Eliwana Camp      | Western Australia         | Australien             |
| WHD  | –    | Hyder Seaplane Base           | Hyder             | Alaska                    | Vereinigte Staaten     |
| WHF  | HSSW | Flugplatz Wadi Halfa          | Wadi Halfa        | Asch-Schamaliyya          | Sudan                  |
| WHK  | NZWK | Flughafen Whakatāne           | Whakatāne         | Bay of Plenty             | Neuseeland             |
| WHL  | –    | Welshpool Airport             | Welshpool         | South Gippsland, Victoria | Australien             |
| WHO  | –    | Franz Josef Glacier Aerodrome | Franz Josef/Waiau | West Coast                | Neuseeland             |
| WHP  | KWHP | Whiteman Airport              | Los Angeles       | Kalifornien               | USA                    |
| WHS  | EGEH | Flugplatz Whalsay             | Whalsay           | Schottland                | Vereinigtes Königreich |
| WHT  | KARM | Wharton Regional Airport      | Wharton           | Texas                     | Vereinigte Staaten     |
| WHU  | ZSWU | Flughafen Wuhu Wanli          | Wuhu              | Anhui                     | Volksrepublik China    |

## WI
| IATA | ICAO | Flughafen                              | Ort            | Region            | Land            |
| ---- | ---- | -------------------------------------- | -------------- | ----------------- | --------------- |
| WIB  | –    | Wilbarger County Airport               | Vernon         | Texas             | USA             |
| WIC  | EGPC | Wick Airport                           | Wick           | Schottland        | Großbritannien  |
| WIE  | ETOU | Flugplatz Wiesbaden-Erbenheim          | Wiesbaden      | Hessen            | Deutschland     |
| WIK  | NZKE | Waiheke Island Aerodrome               | Waiheke Island | Auckland          | Neuseeland      |
| WIL  | HKNW | Flughafen Nairobi Wilson International | Nairobi        | Nairobi           | Kenia           |
| WIN  | YWTN | Winton Airport                         | Winton         | Queensland        | Australien      |
| WIO  | YWCA | Wilcannia Airport                      | Wilcannia      | New South Wales   | Australien      |
| WIR  | NZWO | Wairoa Aerodrome                       | Wairoa         | Hawke’s Bay       | Neuseeland      |
| WIT  | YWIT | Wittenoom Airport                      | Wittenoom      | Western Australia | Australien      |
| WIU  | AYIX | Flugplatz Witu                         | Vitu-Inseln    | West New Britain  | Papua-Neuguinea |

## WJ
| IATA | ICAO | Flughafen                       | Ort       | Region       | Land           |
| ---- | ---- | ------------------------------- | --------- | ------------ | -------------- |
| WJA  | –    | Flugplatz Woja                  | Woja      | Ailinglaplap | Marshallinseln |
| WJF  | KWJF | General William J. Fox Airfield | Lancaster | Kalifornien  | USA            |
| WJR  | HKWJ | Wajir Airport                   | Wajir     | Wajir        | Kenia          |
| WJU  | RKNW | Flughafen Wonju                 | Wonju     | Gangwon-do   | Südkorea       |

## WK
| IATA | ICAO | Flughafen                 | Ort                         | Region      | Land               |
| ---- | ---- | ------------------------- | --------------------------- | ----------- | ------------------ |
| WKA  | NZWF | Flughafen Wanaka          | Wanaka                      |             | Neuseeland         |
| WKB  | YWKB | Flughafen Warracknabeal   | Warracknabeal               | Victoria    | Australien         |
| WKC  |      | Flughafen Connellsville   | Connellsville               | PA          | Vereinigte Staaten |
| WKF  | FAWK | Air Force Base Waterkloof | Pretoria                    | Gauteng     | Südafrika          |
| WKI  |      | Flughafen Hwange          | Hwange (Simbabwe)           |             | Simbabwe           |
| WKJ  | RJCW | Flughafen Wakkanai        | Wakkanai                    | Hokkaidō    | Japan              |
| WKK  |      | Flughafen Aleknagik       | Aleknagik                   | Alaska      | Vereinigte Staaten |
| WKL  |      | Flughafen Waikoloa        | Waikoloa                    | Hawaii      | Vereinigte Staaten |
| WKM  |      | Flughafen Hwange          | Hwange (Simbabwe)           |             | Simbabwe           |
| WKN  |      | Flughafen Wakunai         | Wakunai                     |             | Salomonen          |
| WKP  |      | Flughafen Grass Valley    | Nevada County (Kalifornien) | Kalifornien | Vereinigte Staaten |
| WKR  |      | Flughafen Walker’s Cay    | Abaco (Bahamas)             |             | Bahamas            |
| WKU  |      | Flughafen Tres Lagoas     |                             | MT          | Brasilien          |

## WL
| IATA | ICAO | Flughafen                       | Ort           | Region             | Land                        |
| ---- | ---- | ------------------------------- | ------------- | ------------------ | --------------------------- |
| WLA  |      | Wallal                          | Wallal        |                    | Australien                  |
| WLB  |      | Labouchere Bay                  |               | Alaska             | Vereinigte Staaten          |
| WLC  |      | Walcha                          | Walcha        | New South Wales    | Australien                  |
| WLD  |      | Winfield/Arkansas City          | Winfield      | Kansas             | Vereinigte Staaten          |
| WLG  | NZWN | Flughafen Wellington            | Wellington    | Wellington         | Neuseeland                  |
| WLH  | NVSW | Flugplatz Walaha                | Walaha        | Penama             | Vanuatu                     |
| WLK  |      | Selawik                         | Selawik       | Alaska             | Vereinigte Staaten          |
| WLL  |      | Wollogorang                     | Wollogorang   |                    | Australien                  |
| WLM  |      | Waltham (Prospect Hill Airport) | Waltham       | Massachusetts      | Vereinigte Staaten          |
| WLN  |      | Little Naukati                  |               | Alaska             | Vereinigte Staaten          |
| WLO  |      | Waterloo                        |               | Northern Territory | Australien                  |
| WLR  |      | Loring (Seaplane Base)          | Loring        | Alaska             | Vereinigte Staaten          |
| WLS  | NLWW | Flughafen Wallis-Hihifo         | Wallis-Inseln | Wallis und Futuna  | Französische Überseegebiete |
| WLW  | KWLW | Willows-Glenn County Airport    | Willows       | Kalifornien        | Vereinigte Staaten          |

## WM
| IATA | ICAO | Flughafen                  | Ort                  | Region            | Land                |
| ---- | ---- | -------------------------- | -------------------- | ----------------- | ------------------- |
| WMA  | FMNX | Flugplatz Mandritsara      | Mandritsara          | Sofia             | Madagaskar          |
| WMB  | YWBL | Warnambool Airport         | Warrnambool          | Victoria          | Australien          |
| WMC  | KWMC | Winnemucca Airport         | Winnemucca           | Nevada            | Vereinigte Staaten  |
| WMD  | FMSC | Flugplatz Mandabe          | Mandabe              | Menabe            | Madagaskar          |
| WME  | YMNE | Mount Keith Airport        | Mount Keith          | Western Australia | Australien          |
| WMH  | KBPK | Ozark Regional Airport     | Mountain Home        | Arkansas          | Vereinigte Staaten  |
| WMI  | EPMO | Flughafen Warschau-Modlin  | Nowy Dwór Mazowiecki | Masowien          | Polen               |
| WMK  | –    | Meyers Chuck Seaplane Base | Meyers Chuck         | Alaska            | Vereinigte Staaten  |
| WML  | FMMC | Flugplatz Malaimbandy      | Malaimbandy          | Menabe            | Madagaskar          |
| WMN  | FMNR | Flugplatz Maroantsetra     | Maroantsetra         | Analanjirofo      | Madagaskar          |
| WMO  | PAWM | White Mountain Airport     | White Mountain       | Alaska            | Vereinigte Staaten  |
| WMP  | FMNP | Flugplatz Mampikony        | Mampikony            | Sofia             | Madagaskar          |
| WMR  | FMNC | Flugplatz Mananara Nord    | Mananara Nord        | Analanjirofo      | Madagaskar          |
| WMT  | ZUMT | Flughafen Zunyi Maotai     | Zunyi                | Guizhou           | Volksrepublik China |
| WMV  | –    | Flugplatz Madirovalo       | Madirovalo           | Boeny             | Madagaskar          |
| WMX  | WAVV | Flughafen Wamena           | Wamena               | Papua             | Indonesien          |

## WN
| IATA | ICAO | Flughafen              | Ort               | Region            | Land                |
| ---- | ---- | ---------------------- | ----------------- | ----------------- | ------------------- |
| WNA  | PANA | Napakiak Airport       | Napakiak          | Alaska            | Vereinigte Staaten  |
| WND  | –    | Windarra Airport       | Windarra Mine     | Western Australia | Australien          |
| WNE  | –    | Flugplatz Wora Na Ye   | Wora Na Ye        | ?                 | Gabun               |
| WNH  | ZPWS | Flughafen Wenshan      | Wenshan           | Yunnan            | Volksrepublik China |
| WNI  | WAWD | Flughafen Matahora     | Wangi-Wangi-Insel | Sulawesi Tenggara | Indonesien          |
| WNN  | –    | Wunnummin Lake Airport | Wunnummin Lake    | Ontario           | Kanada              |
| WNP  | RPUN | Flughafen Naga         | Naga City         | Bicol             | Philippinen         |
| WNR  | YWDH | Flughafen Windorah     | Windorah          | Queensland        | Australien          |
| WNS  | OPNH | Flughafen Nawabshah    | Nawabshah         | Sindh             | Pakistan            |
| WNU  | –    | Flugplatz Wanuma       | Wanuma            | Madang            | Papua-Neuguinea     |
| WNZ  | ZSWZ | Flughafen Wenzhou      | Wenzhou           | Zhejiang          | Volksrepublik China |

## WO
| IATA | ICAO | Flughafen                    | Ort            | Region             | Land            |
| ---- | ---- | ---------------------------- | -------------- | ------------------ | --------------- |
| WOA  | AYWO | Flugplatz Wonenara           | Wonenara       | Eastern Highlands  | Papua-Neuguinea |
| WOE  | EHWO | Militärflugplatz Woensdrecht | Bergen op Zoom | Noord-Brabant      | Niederlande     |
| WOG  | –    | Woodgreen Airport            | Woodgreen      | Northern Territory | Australien      |
| WOK  | SVUQ | Flugplatz Uonquén            | Uonquén        | Bolívar            | Venezuela       |
| WOL  | YSHL | Flughafen Wollongong         | Wollongong     | New South Wales    | Australien      |
| WON  | –    | Wondoola Airport             | Wondoola       | Queensland         | Australien      |
| WOR  | –    | Flugplatz Moramba            | Ankorefo       | Sava (?)           | Madagaskar      |
| WOS  | ZKWS | Flughafen Wŏnsan             | Wŏnsan         | Kangwŏn-do         | Nordkorea       |
| WOT  | RCWA | Flughafen Wang’an            | Wang’an        | Penghu-Inseln      | Taiwan          |
| WOW  | PAUO | Willow Airport               | Willow         | Alaska             | USA             |

## WP
| IATA | ICAO | Flughafen                 | Ort                         | Region                                         | Land            |
| ---- | ---- | ------------------------- | --------------------------- | ---------------------------------------------- | --------------- |
| WPA  | SCAS | Flugplatz Cabo Juan Román | Puerto Aysén                | Aysén                                          | Chile           |
| WPB  | FMNG | Flugplatz Port-Bergé      | Port-Bergé                  | Sofia                                          | Madagaskar      |
| WPC  | CZPC | Pincher Creek Airport     | Pincher Creek               | Alberta                                        | Kanada          |
| WPK  | –    | Flugplatz Wrotham Park    | Wrotham Park, Mareeba Shire | Queensland                                     | Australien      |
| WPL  | –    | Powell Lake Seaplane base | Powell River                | British Columbia                               | Kanada          |
| WPM  | AYXP | Flugplatz Wipim           | Wipim, South Fly District   | Western                                        | Papua-Neuguinea |
| WPO  | –    | North Fork Valley Airport | Paonia, Delta County        | Colorado                                       | USA             |
| WPR  | SCFM | Flugplatz Porvenir        | Porvenir                    | Región de Magallanes y de la Antártica Chilena | Chile           |
| WPU  | SCGZ | Flugplatz Puerto Williams | Puerto Williams             | Región de Magallanes y de la Antártica Chilena | Chile           |

## WQ
| IATA                                             | ICAO | Flughafen | Ort | Region | Land |
| ------------------------------------------------ | ---- | --------- | --- | ------ | ---- |
| Es gibt keine IATA-Codes, die mit „WQ“ beginnen. |      |           |     |        |      |

## WR
| IATA | ICAO | Flughafen                             | Ort             | Region            | Land           |
| ---- | ---- | ------------------------------------- | --------------- | ----------------- | -------------- |
| WRA  | HAWR | Flugplatz Warder                      | Warder          | Somali            | Äthiopien      |
| WRB  | KWRB | Robins Air Force Base                 | Warner Robins   | Georgia           | USA            |
| WRE  | NZWR | Flughafen Whangarei                   | Whangārei       | Northland         | Neuseeland     |
| WRG  | PAWG | Flughafen Wrangell                    | Wrangell        | Alaska            | USA            |
| WRI  | KWRI | McGuire Field                         | Wrightstown     | New Jersey        | USA            |
| WRL  | KWRL | Worland Municipal Airport             | Worland         | Wyoming           | USA            |
| WRN  | YWDG | Flugplatz Windarling                  | Windarling Mine | Western Australia | Australien     |
| WRO  | EPWR | Nikolaus-Kopernikus-Flughafen Breslau | Breslau         | Niederschlesien   | Polen          |
| WRT  | EGNO | Flugplatz Warton                      | Warton          | England           | Großbritannien |
| WRW  | YWWG | Warranagine Airport                   | Warranagine     | Western Australia | Australien     |
| WRY  | EGEW | Westray Airport                       | Westray         | Schottland        | Großbritannien |
| WRZ  | VCCW | Flughafen Weerawila                   | Weerawila       | Hambantota        | Sri Lanka      |

## WS
| IATA | ICAO | Flughafen                   | Ort                          | Region                                   | Land                |
| ---- | ---- | --------------------------- | ---------------------------- | ---------------------------------------- | ------------------- |
| WSA  | –    | Flugplatz Wasua             | Wasua                        | Western                                  | Papua-Neuguinea     |
| WSB  | –    | Steamboat Bay Seaplane Base | Steamboat Bay                | Alaska                                   | USA                 |
| WSD  | KWSD | White Sands Missile Range   | White Sands                  | New Mexico                               | USA                 |
| WSF  | PACS | Cape Sarichef Airport       | Cape Sarichef                | Unimak Island, Alaska                    | USA                 |
| WSG  | KAFJ | Washington County Airport   | Washington                   | Pennsylvania                             | USA                 |
| WSH  | KHWV | Brookhaven Airport          | Shirley                      | New York                                 | USA                 |
| WSK  | ZUWS | Flughafen Chongqing-Wushan  | Wushan                       | Chongqing                                | Volksrepublik China |
| WSM  | –    | Wiseman Airport             | Wiseman                      | Alaska                                   | USA                 |
| WSN  | PFWS | South Naknek Airport        | South Naknek                 | Alaska                                   | USA                 |
| WSO  | SMWS | Flugplatz Washabo           | Washabo                      | Kabalebo, Sipaliwini                     | Suriname            |
| WSP  | MNWP | Flugplatz Waspán            | Waspán                       | Región Autónoma de la Costa Caribe Norte | Nicaragua           |
| WSR  | WAUW | Flugplatz Wasior            | Wasior                       | Papua Barat                              | Indonesien          |
| WST  | KWST | Westerly State Airport      | Westerly                     | Rhode Island                             | USA                 |
| WSU  | AYWS | Flugplatz Wasu              | Wasu                         | Morobe                                   | Papua-Neuguinea     |
| WSX  | –    | Westsound Seaplane Base     | Westsound                    | Washington                               | USA                 |
| WSY  | YSHR | Whitsunday Airport          | Airlie Beach / Shute Harbour | Queensland                               | Australien          |
| WSZ  | NZWS | Westport Airport            | Westport                     | West Coast                               | Neuseeland          |

## WT
| IATA | ICAO | Flughafen                  | Ort             | Region            | Land                   |
| ---- | ---- | -------------------------- | --------------- | ----------------- | ---------------------- |
| WTA  | FMMU | Flugplatz Tambohorano      | Tambohorano     | Melaky            | Madagaskar             |
| WTB  | YBWW | Toowoomba Wellcamp Airport | Toowoomba       | Queensland        | Australien             |
| WTD  | MYGW | West End Airport           | West End        | West Grand Bahama | Bahamas                |
| WTE  | –    | Flugplatz Wotje            | Wotje           | Wotje             | Marshallinseln         |
| WTK  | PAWN | Noatak Airport             | Noatak          | Alaska            | USA                    |
| WTL  | –    | Tuntutuliak Airport        | Tuntutuliak     | Alaska            | USA                    |
| WTN  | EGXW | RAF Waddington             | Waddington      | England           | Vereinigtes Königreich |
| WTO  | –    | Flugplatz Wotho            | Wotho           | Wotho             | Marshallinseln         |
| WTP  | AYWT | Flugplatz Woitape          | Woitape         | Central           | Papua-Neuguinea        |
| WTR  | –    | Whiteriver Airport         | Whiteriver      | Arizona           | USA                    |
| WTS  | FMMX | Flugplatz Tsiroanomandidy  | Tsiroanomandidy | Bongolava         | Madagaskar             |
| WTT  | –    | Flugplatz Wantoat          | Wantoat         | Morobe            | Papua-Neuguinea        |
| WTZ  | NZWT | Flugplatz Whitianga        | Whitianga       | Waikato           | Neuseeland             |

## WU
| IATA | ICAO | Flughafen             | Ort           | Region                 | Land                |
| ---- | ---- | --------------------- | ------------- | ---------------------- | ------------------- |
| WUA  | ZBUH | Flughafen Wuhai       | Wuhai         | Innere Mongolei        | Volksrepublik China |
| WUD  | YWUD | Wudinna Airport       | Wudinna       | South Australia        | Australien          |
| WUG  | AYWU | Flugplatz Wau         | Wau           | Morobe                 | Papua-Neuguinea     |
| WUH  | ZHHH | Flughafen Wuhan       | Wuhan         | Hubei                  | Volksrepublik China |
| WUI  | YMMI | Murrin Murrin Airport | Murrin Murrin | Western Australia      | Australien          |
| WUM  | AYZM | Flugplatz Wasum       | Wasum         | West New Britain       | Papua-Neuguinea     |
| WUN  | YWLU | Flughafen Wiluna      | Wiluna        | Western Australia      | Australien          |
| WUS  | ZSWY | Flughafen Wuyishan    | Wuyishan      | Fujian                 | Volksrepublik China |
| WUT  | ZBXZ | Flughafen Xinzhou     | Xinzhou       | Shanxi                 | Volksrepublik China |
| WUU  | HSWW | Flughafen Wau         | Wau           | Western Bahr el Ghazal | Südsudan            |
| WUV  | –    | Flugplatz Wuvulu      | Wuvulu        | Manus                  | Papua-Neuguinea     |
| WUX  | ZSWX | Flughafen Wuxi        | Wuxi          | Jiangsu                | Volksrepublik China |
| WUZ  | ZGWZ | Flughafen Wuzhou      | Wuzhou        | Guangxi                | Volksrepublik China |

## WV
| IATA | ICAO | Flughafen                        | Ort           | Region              | Land        |
| ---- | ---- | -------------------------------- | ------------- | ------------------- | ----------- |
| WVB  | FYWB | Walvis Bay International Airport | Walvis Bay    | Erongo              | Namibia     |
| WVI  | KWVI | Flughafen Watsonville            | Watsonville   | Kalifornien         | USA         |
| WVK  | FMSK | Flughafen Manakara               | Manakara      | Vatovavy-Fitovinany | Madagaskar  |
| WVL  | KWVL | Robert LaFleur Airport           | Waterville    | Maine               | USA         |
| WVN  | EDWI | Wilhelmshaven „JadeWeserAirport“ | Wilhelmshaven | Niedersachsen       | Deutschland |

## WW
| IATA | ICAO | Flughafen                                      | Ort                | Region            | Land            |
| ---- | ---- | ---------------------------------------------- | ------------------ | ----------------- | --------------- |
| WWA  | PAWS | Wasilla Airport                                | Wasilla            | Alaska            | USA             |
| WWD  | KWWD | Cape May Airport                               | Wildwood           | New Jersey        | USA             |
| WWI  | YWWI | Woodie Woodie Airport                          | Woodie Woodie Mine | Western Australia | Australien      |
| WWK  | AYWK | Flughafen Wewak                                | Wewak              | East Sepik        | Papua-Neuguinea |
| WWP  | –    | North Whale Seaplane Base                      | Whale Pass         | Alaska            | USA             |
| WWR  | KWWR | West Woodward Airport                          | Woodward           | Oklahoma          | USA             |
| WWT  | PAEW | Flugplatz Mertarvik (vormals Flugplatz Newtok) | Mertarvik          | Alaska            | USA             |
| WWY  | YWWL | West Wyalong Airport                           | West Wyalong       | New South Wales   | Australien      |

## WX
| IATA | ICAO | Flughafen                | Ort     | Region    | Land                |
| ---- | ---- | ------------------------ | ------- | --------- | ------------------- |
| WXN  | ZUWX | Flughafen Wanzhou-Wuqiao | Wanzhou | Chongqing | Volksrepublik China |

## WY
| IATA | ICAO | Flughafen                   | Ort              | Region            | Land         |
| ---- | ---- | --------------------------- | ---------------- | ----------------- | ------------ |
| WYA  | YWHA | Flughafen Whyalla           | Whyalla          | South Australia   | Australien   |
| WYB  | –    | Yes Bay Lodge Seaplane Base | Yes Bay Lodge    | Alaska            | USA          |
| WYE  | GFYE | Flugplatz Yengema           | Yengema          | Eastern Province  | Sierra Leone |
| WYN  | YWYM | Flugplatz Wyndham           | Wyndham          | Western Australia | Australien   |
| WYS  | KWYS | Yellowstone Airport         | West Yellowstone | Montana           | USA          |

## WZ
| IATA | ICAO | Flughafen                       | Ort                   | Region            | Land                |
| ---- | ---- | ------------------------------- | --------------------- | ----------------- | ------------------- |
| WZA  | DGLW | Wa Airport                      | Wa                    | Upper West Region | Ghana               |
| WZQ  | –    | Flughafen Mittleres Urad-Banner | Mittleres Urad-Banner | Innere Mongolei   | Volksrepublik China |